# Veracruz
Veracruz (pron. italiana [veraˈkruʦ]) è una delle maggiori città portuali messicane della baia di Campeche del Golfo del Messico, situata nell'omonimo stato federale di Veracruz, a 105 chilometri dalla sua capitale Xalapa. Con una popolazione di circa 500 000 abitanti nel 2000, è la più popolosa città dello stato. I suoi cittadini sono noti anche come jarochos.

## Storia
Fondata nel 1519 col nome de La Villa Rica de la Vera Cruz da Hernán Cortés al suo sbarco nel nuovo mondo, divenne la base per la conquista del Messico da parte della corona spagnola ed in breve tempo il maggiore porto della Nuova Spagna; da qui l'argento, l'oro e le gemme provenienti dalle miniere messicane, caricati sulle navi della Flotta delle Indie, partivano alla volta di Siviglia.
Il porto fu più volte assediato da forze ostili e da pirati; nel 1568 e nel 1683 formazioni di pirati riuscirono a saccheggiare la città, ed in risposta a tali pericoli fu costruita a partire dal 1565, su un isolotto all'interno del porto, la grande fortezza di San Juan de Ulúa, più volte ampliata nei secoli successivi.
Porto naturale, Veracruz ha combattuto durante tutta la sua storia, meritandosi il titolo di Quattro Volte Eroica in relazione all'espulsione degli spagnoli nel 1825, al tentativo di occupazione della Marina Francese nel 1838 durante la guerra dei pasticcini e alla resistenza all'occupazione statunitense nel 1847 e 1914.
Durante la guerra messico-statunitense, truppe americane guidate dal Generale Winfield Scott, occuparono la città il 29 marzo 1847. Parimenti, nel 1914, a causa dell'incidente di Tampico, gli Stati Uniti occuparono Veracruz per sette mesi, questa volta con il Maggior Generale Frederick Funston.

## Infrastrutture e trasporti
La ferrovia che collega Veracruz a Città del Messico, 425 chilometri lungo un impervio terreno montano, fu costruita durante la presidenza di Benito Juárez e venne inaugurata nel 1873. La città è inoltre servita dall'Aeroporto Internazionale "Heriberto Jara Corona", che è il terzo più importante del sud del Messico, superato solo dagli aeroporti di Cancún e di Merida.

## Amministrazione

### Gemellaggi
- Oviedo, dal 1983[2]
- Valencia, dal 1984[3]
- Galveston (Texas)